# Ихтамир
Ихтамир (монг. Ихтамир — Большой Тамир) — сомон аймака Архангай, Монголия.
Центр сомона — посёлок Заанхошуу. Он находится в 27 километрах от административного центра аймака — города Цэцэрлэг и в 457 километрах от столицы страны — Улан-Батора.

## География
В сомоне возвышаются горы Анагын (3539 метров), Хоромсог, Улиастай, Тогоо, Байц и другие. Протекают реки Тамир-Гол, Хануй, Хунуй и другие. Водятся горные бараны, косули, волки, лисы, корсаки, дикие кошки.
Климат резко континентальный. Средняя температура января −20 °C, июля +16 °C, ежегодная норма осадков 300—400 мм.
Имеются запасы каменного угля, хрусталя.